# Joseph Barcroft
Joseph Barcroft (n. 26 iulie 1872 - d. 21 martie 1947) a fost un fiziolog britanic, cunoscut mai ales pentru studiile în domeniul oxigenării sângelui.
Astfel, a studiat: hemoglobina, adaptarea respirației la altitudini mari, efectele gazelor asfixiante, dezvoltarea și respirația fătului.
1. 1 2  Joseph Barcroft, Who Named It?, accesat în 9 octombrie 2017
2. 1 2  Joseph Barcroft, The Peerage, accesat în 9 octombrie 2017
3. ↑  Joseph Barcroft, SNAC, accesat în 9 octombrie 2017
4. ↑  Баркрофт Джозеф, Marea Enciclopedie Sovietică (1969–1978)[*]
5. ↑  Joseph Barcroft, Autoritatea BnF
6. ↑  Баркрофт Джозеф, Marea Enciclopedie Sovietică (1969–1978)[*]
7. 1 2 3 4  The Peerage
8. ↑  IdRef, accesat în 5 martie 2020
9. ↑  Award winners : Copley Medal (în engleză), Societatea Regală din Londra, accesat în 30 decembrie 2018